# Audi A7
De Audi A7 Sportback is een vierdeurscoupe van autoproducent Audi die moet concurreren met onder andere de Mercedes-Benz CLS-Klasse.

## Eerste generatie (2010 - 2017)
De eerste generatie A7 kwam in 2010 op de markt nadat een jaar eerder de Audi Sportback Concept zich had laten zien. In 2014 volgde een facelift en hij werd in 2017 vervangen.

### Audi Sportback Concept

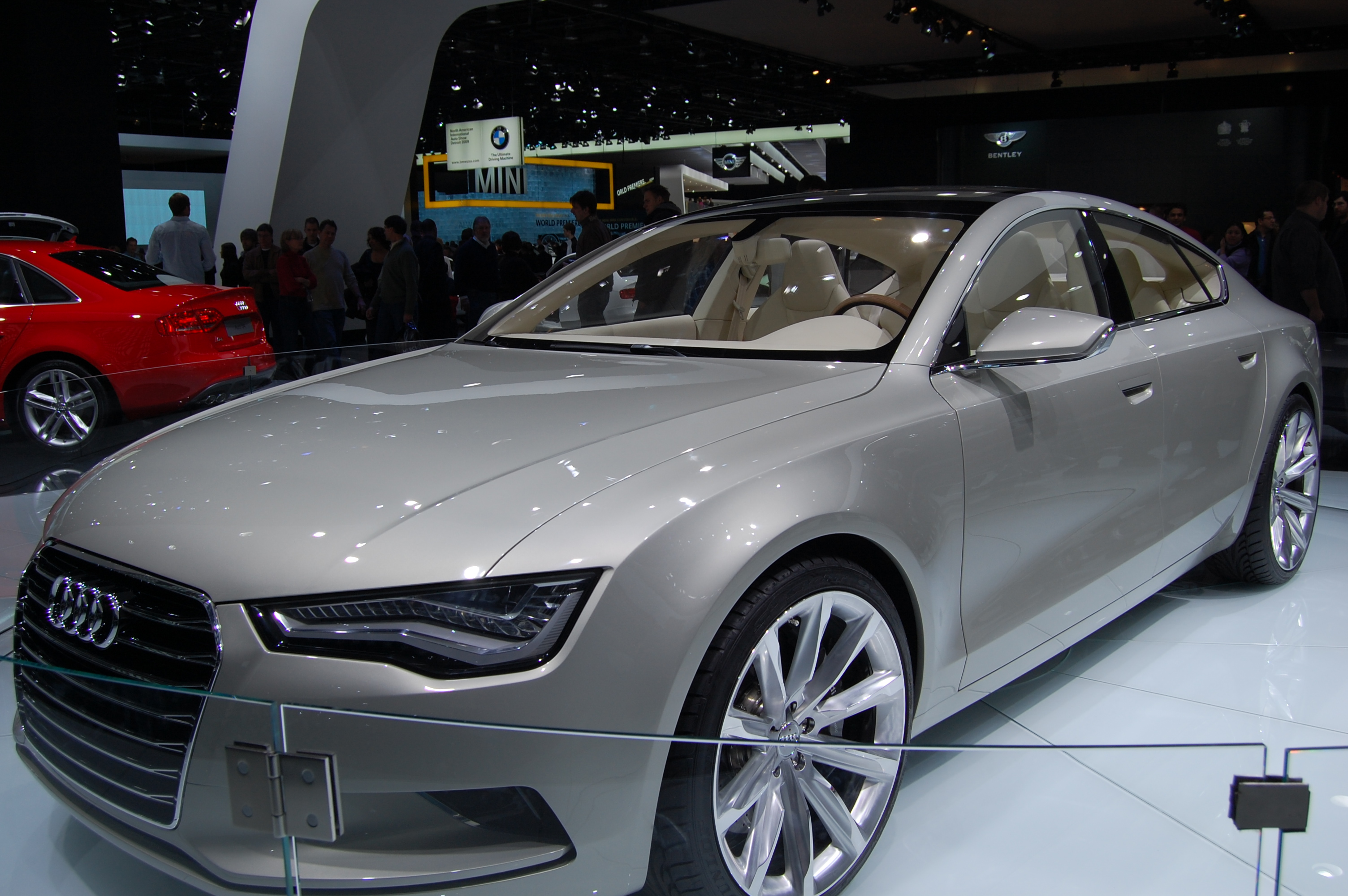
Audi Sportback Concept

In januari 2009 toonde Audi op de North American International Auto Show de Audi Sportback Concept. Deze conceptauto van een vijfdeurs coupé is een studiemodel voor de toekomstige A7 Sportback. De Sportback Concept zou volgens Audi een realistische auto zijn en laat zien welke designrichting Audi wil inslaan met toekomstige modellen. De Sportback Concept heeft een nieuw vormgegeven grille, die ook al te zien was op de Audi A1 conceptauto. De achterste dakstijl met teruglopende hoek is geïnspireerd op de Audi 100 Coupé. Daarnaast heeft de auto frameloze deuren en ledverlichting. Ook het interieur is opnieuw ontworpen en heeft onder andere een uitschuifbare MMI-monitor terwijl deze bij de huidige modellen in het dashboard is weggewerkt.
De auto is voorzien van de bekende 3,0-liter TDI dieselmotor uit andere Audi modellen. Echter is de motor zo aangepast dat deze al aan de Euro 6-emissienorm van 2014 voldoet. De motor levert een vermogen van 245 pk en een koppel van 550 Nm waarmee de Sportback Concept in 7 seconden van 0 naar 100 km/u sprint en een topsnelheid heeft van 245 km/u. De auto verbruikt 5,9 l/100 km en heeft een CO2-uitstoot van 158 g/km. De conceptauto is voorzien van Audi's nieuwe zeventraps S tronic versnellingsbak en heeft quattro vierwielaandrijving. Verder heeft de Sportback Concept nog een aantal technische nieuwigheden aan boord zoals start-stop techniek, volautomatische parkeerhulp en adaptieve schokdempers.

### Kenmerken
In eerste instantie wordt er gemeld dat de Audi A7 gebaseerd is op de Audi A6. De auto wordt tussen de A6 en A8 gepositioneerd, net zoals de Audi A5 het gat tussen de A4 en A6 vult. Ook Volkswagen opereert vanaf 2008 in deze klasse met de Volkswagen Passat CC hoewel deze iets kleiner en goedkoper is en lichtere motoren heeft dan de A7 Sportback. Net als de CLS heeft de A7 Sportback frameloze deuren en wordt de auto gekenmerkt door de overhang aan de achterkant.

### Technisch
Om niet te veel in het vaarwater van de A5 Sportback te komen start de motorisering bij zescilindermotoren met V6 FSI benzinemotoren en V6 TDI dieselmotoren. Het motorpallet begint met de 2,8-liter V6 FSI met 204 pk bekend uit de A6 en A8 gevolgd door een 3,0-liter V6 TFSI met 300 pk (310 pk vanaf 2012). Bij de dieselmotoren zijn er twee varianten van de 3,0-liter V6 TDI: een van 204 pk met voorwielaandrijving en een van 245 pk met quattro vierwielaandrijving. Eind 2011 kwam er een nieuwe biturbo versie van de 3.0 TDI beschikbaar met 313 pk, die in 5,3 seconden naar de 100 kan.
Zoals gebruikelijk bij Audi zal de A7 Sportback beschikbaar zijn met quattro vierwielaandrijving, wat voor de zwaardere motoren standaard is. De modellen met voorwielaandrijving hebben een multitronic versnellingsbak als automaat.

### S7 en RS7
De Audi S7 is de sportievere variant, met een 4.0 TFSI V8 motor met 420 pk. Deze gaat in 4,9 seconden naar de 100. 
De absolute top A7 is de RS7, die dezelfde V8 met 560 pk heeft, goed voor 0-100 in slechts 3,9 seconden.

### Facelift
In 2014 volgde een facelift voor de A7, waarbij een nieuwe single frame grille en bumpers aan de voorkant opvallen. Aan de achterkant zijn nieuwe lichten te zien en andere eindpijpen van het uitlaatsysteem. Motorisch veranderde een hoop. De atmosferische 2.8 V6 is uit de schappen gehaald, en turboviercilinders zijn er voor in de plaats gekomen, in de vorm van de 190 pk sterke 1.8 TFSI en de 252 pk sterke 2.0 TFSI. De 3.0 TFSI levert voortaan 333 pk. De 3.0 TDI is voortaan met 190, 218 en 272 pk te krijgen. Bij de BiT 3.0 TDI gaat het vermogen naar 320 pk en er kwam in 2015 de A7 3.0 TDI BiT Competition, die 6 pk meer levert en daardoor in 5,1 seconden naar de 100 km/u accelereert. Verder kreeg de S7 meer vermogen, voortaan is deze 450 pk sterk.

### Gegevens
A7 2010 - 2014:
| Benzine        | Benzine | Benzine  | Benzine | Benzine                       | Benzine                        | Benzine        | Benzine     | Benzine        | Benzine     |
| Type           | Motor   | Vermogen | Koppel  | Aandrijving                   | Overbrenging                   | Gewicht        | 0–100 km/u  | Topsnelheid    | Jaartal     |
| -------------- | ------- | -------- | ------- | ----------------------------- | ------------------------------ | -------------- | ----------- | -------------- | ----------- |
| 2.8 FSI        | V6      | 204 pk   | 280 Nm  | voorwielaandrijving / quattro | multitronic / 7-traps S tronic | 1635 / 1695 kg | 7,9 / 8,3 s | 235 / 235 km/u | 2010 - 2014 |
| 3.0 TFSI       | V6 SC   | 300 pk   | 440 Nm  | quattro                       | 7-traps S tronic               | 1760 kg        | 5,6 s       | 250 km/u       | 2010 - 2012 |
| 3.0 TFSI       | V6 SC   | 310 pk   | 440 Nm  | quattro                       | 7-traps S tronic               | 1760 kg        | 5,6 s       | 250 km/u       | 2012 - 2014 |
| 4.0 TFSI (S7)  | V8      | 420 pk   | 550 Nm  | quattro                       | 7-traps S tronic               | 1920 kg        | 4,7 s       | 250 km/u       | 2012 - 2014 |
| 4.0 TFSI (RS7) | V8      | 560 pk   | 700 Nm  | quattro                       | 8-traps Tiptronic              | 1895 kg        | 3,9 s       | 250 km/u       | 2013 - 2014 |

| Diesel      | Diesel | Diesel   | Diesel | Diesel                        | Diesel                         | Diesel         | Diesel      | Diesel      | Diesel      |
| Type        | Motor  | Vermogen | Koppel | Aandrijving                   | Overbrenging                   | Gewicht        | 0–100 km/u  | Topsnelheid | Jaartal     |
| ----------- | ------ | -------- | ------ | ----------------------------- | ------------------------------ | -------------- | ----------- | ----------- | ----------- |
| 3.0 TDI     | V6     | 204 pk   | 400 Nm | voorwielaandrijving / quattro | multitronic / 7-traps S tronic | 1670 / 1760 kg | 7,4 / 7,9 s | 235 km/u    | 2010 - 2014 |
| 3.0 TDI     | V6     | 245 pk   | 500 Nm | quattro                       | 7-traps S tronic               | 1760 kg        | 6,3 s       | 250 km/u    | 2010 - 2014 |
| 3.0 TDI BiT | V6     | 313 pk   | 650 Nm | quattro                       | 8-traps Tiptronic              | 1825 kg        | 5,3 s       | 250 km/u    | 2012 - 2014 |

A7 2014 - 2017:
| Benzine                    | Benzine   | Benzine  | Benzine | Benzine                       | Benzine           | Benzine        | Benzine     | Benzine        | Benzine     |
| Type                       | Motor     | Vermogen | Koppel  | Aandrijving                   | Overbrenging      | Gewicht        | 0–100 km/u  | Topsnelheid    | Jaartal     |
| -------------------------- | --------- | -------- | ------- | ----------------------------- | ----------------- | -------------- | ----------- | -------------- | ----------- |
| 1.8 TFSI                   | 4-in-lijn | 190 pk   | 320 Nm  | voorwielaandrijving           | 7-traps S tronic  | 1605 kg        | 8,2 s       | 229 km/u       | 2015 - 2017 |
| 2.0 TFSI                   | 4-in-lijn | 252 pk   | 370 Nm  | voorwielaandrijving / quattro | 7-traps S tronic  | 1630 / 1695 kg | 6,9 / 6,7 s | 250 / 250 km/u | 2014 - 2017 |
| 3.0 TFSI                   | V6        | 333 pk   | 440 Nm  | quattro                       | 7-traps S tronic  | 1785 kg        | 5,3 s       | 250 km/u       | 2014 - 2017 |
| 4.0 TFSI (S7)              | V8        | 450 pk   | 550 Nm  | quattro                       | 7-traps S tronic  | 1930 kg        | 4,6 s       | 250 km/u       | 2014 - 2017 |
| 4.0 TFSI (RS7)             | V8        | 560 pk   | 700 Nm  | quattro                       | 8-traps Tiptronic | 1905 kg        | 3,9 s       | 250 km/u       | 2015 - 2017 |
| 4.0 TFSI (RS7 Performance) | V8        | 605 pk   | 750 Nm  | quattro                       | 8-traps Tiptronic | 1905 kg        | 3,7 s       | 250 km/u       | 2015 - 2017 |

| Diesel                  | Diesel | Diesel   | Diesel | Diesel                        | Diesel            | Diesel         | Diesel      | Diesel         | Diesel      |
| Type                    | Motor  | Vermogen | Koppel | Aandrijving                   | Overbrenging      | Gewicht        | 0–100 km/u  | Topsnelheid    | Jaartal     |
| ----------------------- | ------ | -------- | ------ | ----------------------------- | ----------------- | -------------- | ----------- | -------------- | ----------- |
| 3.0 TDI (ULTRA)         | V6     | 190 pk   | 400 Nm | voorwielaandrijving / quattro | 7-traps S tronic  | 1730 / 1800 kg | 8,2 / 7,7 s | 230 / 230 km/u | 2015 - 2017 |
| 3.0 TDI (ULTRA)         | V6     | 218 pk   | 400 Nm | voorwielaandrijving / quattro | 7-traps S tronic  | 1730 / 1800 kg | 7,3 / 6,8 s | 241 / 241 km/u | 2014 - 2017 |
| 3.0 TDI                 | V6     | 272 pk   | 580 Nm | quattro                       | 7-traps S tronic  | 1805 kg        | 5,7 s       | 250 km/u       | 2014 - 2017 |
| 3.0 TDI BiT             | V6     | 320 pk   | 650 Nm | quattro                       | 8-traps Tiptronic | 1870 kg        | 5,2 s       | 250 km/u       | 2014 - 2017 |
| 3.0 TDI BiT Competition | V6     | 326 pk   | 650 Nm | quattro                       | 8-traps Tiptronic | 1870 kg        | 5,1 s       | 250 km/u       | 2014 - 2017 |

## Tweede generatie (2018 - heden)
In 2017 werd de tweede generatie A7 onthuld, in navolging van de nieuwe A8.

### Uiterlijk
In het exterieur zijn invloeden van de nieuwe A8 en de Prologue Concept te zien, met een brede hoekige grille. Er zijn nieuwe koplampen, standaard led en optioneel led-matrix of led met laserlicht. Aan de achterkant valt de doorlopende achterlichtunit op, wat ook al te zien was op de nieuwe A8. Ook zijn er voortaan bij de A7 geen uitlaatpijpen meer te zien, die zitten onzichtbaar aan de onderkant van de bumper. Opvallend genoeg is de auto iets kleiner geworden. Er zijn lichtmetalen velgen variërend van 18 inch tot 21 inch te krijgen. Verder is er een panoramadak te krijgen en zijn akoestische zijruiten, privacy glas en een verwarmbare voorruit optioneel.
Het interieur is voor het grootste gedeelte overgenomen uit de A8, met twee grote schermen onder elkaar die een groot deel van de knoppen vervangen. Het bovenste scherm is een traditioneel touchscreen, waar zaken als navigatie weer worden gegeven. Het onderste scherm heeft een feedback functie, wat het moet laten voelen als echte knoppen. Hier wordt de airconditioning bediend en het fungeert als toetsenbord wanneer iets op het bovenste scherm moet worden ingetikt. Ook de tellers zijn (optioneel) vervangen door een digitaal scherm, bekend als de Virtual Cockpit bij Audi.

### Technisch
De A7 beschikt over het grote scala van veiligheidssystemen van de A8 en level 3 autonoom rijden. Vanaf de introductie werd de A7 met twee motoren leverbaar, de 55 TFSI en 50 TDI. Dit zijn de nieuwe benamingen voor de 3.0 TFSI V6 en 3.0 TDI V6. Ze leveren respectievelijk 340 en 286 pk en 500 en 620 Nm. De 55 TFSI is gekoppeld aan een zeventraps S tronic automaat met dubbele koppeling en gaat van 0–100 km/u in 5,3 seconden. De 50 TDI is gekoppeld aan een achttraps volautomaat en gaat van 0–100 km/u in 5,7 seconden. De A7 is met vier onderstellen te krijgen: normaal, met demperregeling, een sportonderstel en adaptieve luchtvering. Net als de A8 is de A7 met vierwielbesturing te krijgen.

### Motoren
Benzine:
| A7         | A7       | A7        | A7       | A7     | A7                            | A7                 | A7             | A7          | A7          | A7           |
| Aanduiding | Type     | Motor     | Vermogen | Koppel | Aandrijving                   | Overbrenging       | Gewicht        | 0–100 km/u  | Topsnelheid | Jaartal      |
| ---------- | -------- | --------- | -------- | ------ | ----------------------------- | ------------------ | -------------- | ----------- | ----------- | ------------ |
| 45 TFSI    | 2.0 TFSI | 4-in-lijn | 245 pk   | 370 Nm | voorwielaandrijving / quattro | 7-traps S tronic   | 1670 / 1725 kg | 7,0 / 6,2 s | 250 km/u    | 2019 - 2020  |
| 45 TFSI    | 2.0 TFSI | 4-in-lijn | 265 pk   | 370 Nm | voorwielaandrijving           | 7-traps S tronic   | 1675 kg        | 6,9 s       | 250 km/u    | 2020 - heden |
| 55 TFSI    | 3.0 TFSI | V6 T      | 340 pk   | 500 Nm | quattro                       | 7-traps S tronic   | 1790 kg        | 5,3 s       | 250 km/u    | 2019 - 2020  |
| RS7        | 4.0 TFSI | V8 T      | 600 pk   | 800 Nm | quattro                       | 8-traps Tip tronic | 2040 kg        | 3,6 s       | 250 km/u    | 2019 - heden |

PHEV:
| A7         | A7       | A7        | A7                    | A7                  | A7          | A7               | A7      | A7         | A7          | A7           |
| Aanduiding | Type     | Motor     | Gecombineerd vermogen | Gecombineerd koppel | Aandrijving | Overbrenging     | Gewicht | 0–100 km/u | Topsnelheid | Jaartal      |
| ---------- | -------- | --------- | --------------------- | ------------------- | ----------- | ---------------- | ------- | ---------- | ----------- | ------------ |
| 50 TFSI e  | 2.0 TFSI | 4-in-lijn | 299 pk                | 450 Nm              | quattro     | 7-traps S tronic | 2040 kg | 6,3 s      | 250 km/u    | 2020 - heden |
| 55 TFSI e  | 2.0 TFSI | 4-in-lijn | 367 pk                | 500 Nm              | quattro     | 7-traps S tronic | 2040 kg | 5,7 s      | 250 km/u    | 2019 - heden |

Diesel:
| A7         | A7      | A7        | A7       | A7     | A7                            | A7                | A7             | A7          | A7             | A7           |
| Aanduiding | Type    | Motor     | Vermogen | Koppel | Aandrijving                   | Overbrenging      | Gewicht        | 0–100 km/u  | Topsnelheid    | Jaartal      |
| ---------- | ------- | --------- | -------- | ------ | ----------------------------- | ----------------- | -------------- | ----------- | -------------- | ------------ |
| 40 TDI     | 2.0 TDI | 4-in-lijn | 204 pk   | 400 Nm | voorwielaandrijving / quattro | 7-traps S tronic  | 1635 / 1735 kg | 8,3 / 8,3 s | 245 / 245 km/u | 2018 - heden |
| 45 TDI     | 3.0 TDI | V6        | 231 pk   | 500 Nm | quattro                       | 8-traps tiptronic | 1855 kg        | 6,5 s       | 250 km/u       | 2018 - 2020  |
| 50 TDI     | 3.0 TDI | V6        | 286 pk   | 620 Nm | quattro                       | 8-traps tiptronic | 1855 kg        | 5,7 s       | 250 km/u       | 2018 - 2019  |
| S7         | 3.0 TDI | V6        | 350 pk   | 700 Nm | quattro                       | 8-traps tiptronic | 1985 kg        | 5,1 s       | 250 km/u       | 2019 - 2020  |